# Перевозчики
Перевозчики (лат. Actitis) — небольшой род куликов, состоящий всего из двух очень похожих видов птиц:
- Обыкновенный перевозчик, Actitis hypoleucos обитает в Евразии
- Пятнистый перевозчик, Actitis macularia обитает в Северной Америки

Название рода Actitis происходит от древнегреческого aktites, береговой житель, «помор» от akte — берег.
Это маленькие перелетные кулики, серовато-коричневые сверху и белые снизу, с характерным полетом на широко расставленных крыльях низко над водой. Оперение у обоих видов очень похоже, за исключением характерного гнездового наряда пятнистого перевозчика. Следует внимательно наблюдать за предполагаемыми залётными особями, находящимися за пределами ареала, для идентификации вида.
У обоих видов короткие желтые или желтоватые ноги и среднего размера клюв. Это одиночные птицы, и их редко можно увидеть большими стаями.
Гнездятся на земле, а их места обитания связаны с пресными водоёмами. Эти птицы кормятся на земле или в воде, собирая корм, используют зрение. Они также могут ловить насекомых в полёте. Они питаются насекомыми, ракообразными и другими беспозвоночными.
Род Actitis является частью клады улитов-пепельных улитов-плавунчиков и в меньшей степени связан с песочниками. Основываясь на степени расхождения последовательностей ДНК и предполагаемых ископаемых находках улита и плавунчика на границе олигоцена и миоцена около 23—22 миллионов лет назад, предположительно Actitis отделился от своих ближайших родственников в позднем олигоцене; учитывая гораздо большее разнообразие доисторических членов группы в Евразии, вполне вероятно, что они возникли там, возможно, будучи изолированными, когда высохли остатки Тургайского моря, что произошло как раз в это время.
Палеонтологическая находка из позднего плиоцена, описанная как Actitis balcanica, на самом деле, по-видимому, относится от некоему точнее неопределённому представителю семейства Charadriidae.